# 알렉산드리 록웰

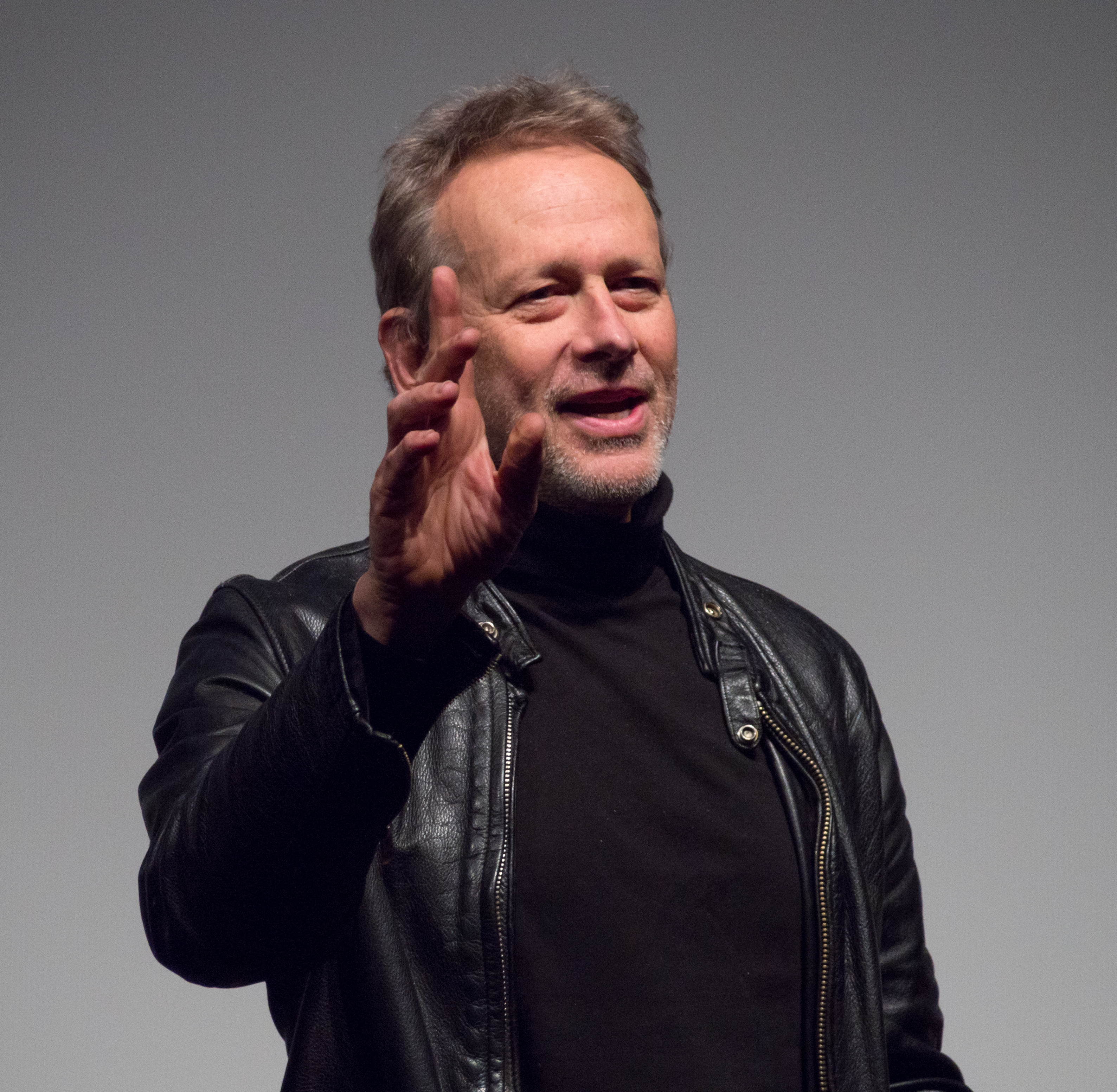

알렉산드러 록웰(Alexandre Rockwell, 영어 발음: /ˌælɪɡˈzændrə/, 본명: 찰스 알렉산드러 록웰, Charles Alexandre Rockwell, 1956년 8월 18일 ~ )은 미국의 영화 감독, 제작자, 각본가, 교수이다.

## 연출 작품
- 인 더 수프 (1992) - 공동 각본 겸임
- 포 룸 (1995) - "The Wrong Man" 부분 (각본 겸임)
- 피트 스몰스 이즈 데드 (2010) - 공동 각본 겸임
- 리틀 피트 (2017) - 각본 겸임